# ヴェルサーチ
ジャンニ・ヴェルサーチェS.p.A.は、1978年にジャンニ・ヴェルサーチェにより設立したイタリアのファッションブランド。
2018年9月25日、マイケル・コースホールディングスがヴェルサーチェを21億2000万ドルで買収すると決定。ジミーチュウ、ヴェルサーチェを傘下にしたマイケル・コースホールディングスは社名をカプリホールディングスに変更。2019年3月までに買収手続きを終える予定。これにより長年続いていた家族経営から体制が変わることとなった。
2018年10月1日をもって株式会社ヴェルサーチ・ジャパンは、日本におけるブランド名のカタカナ表記を「ヴェルサーチェ」、会社商号を「株式会社ヴェルサーチェジャパン」へ変更した。英語表記は変わらずブランド名は「Versace」、会社名は「Versace Japan Co., Ltd.」のままとなる。　

## 概要

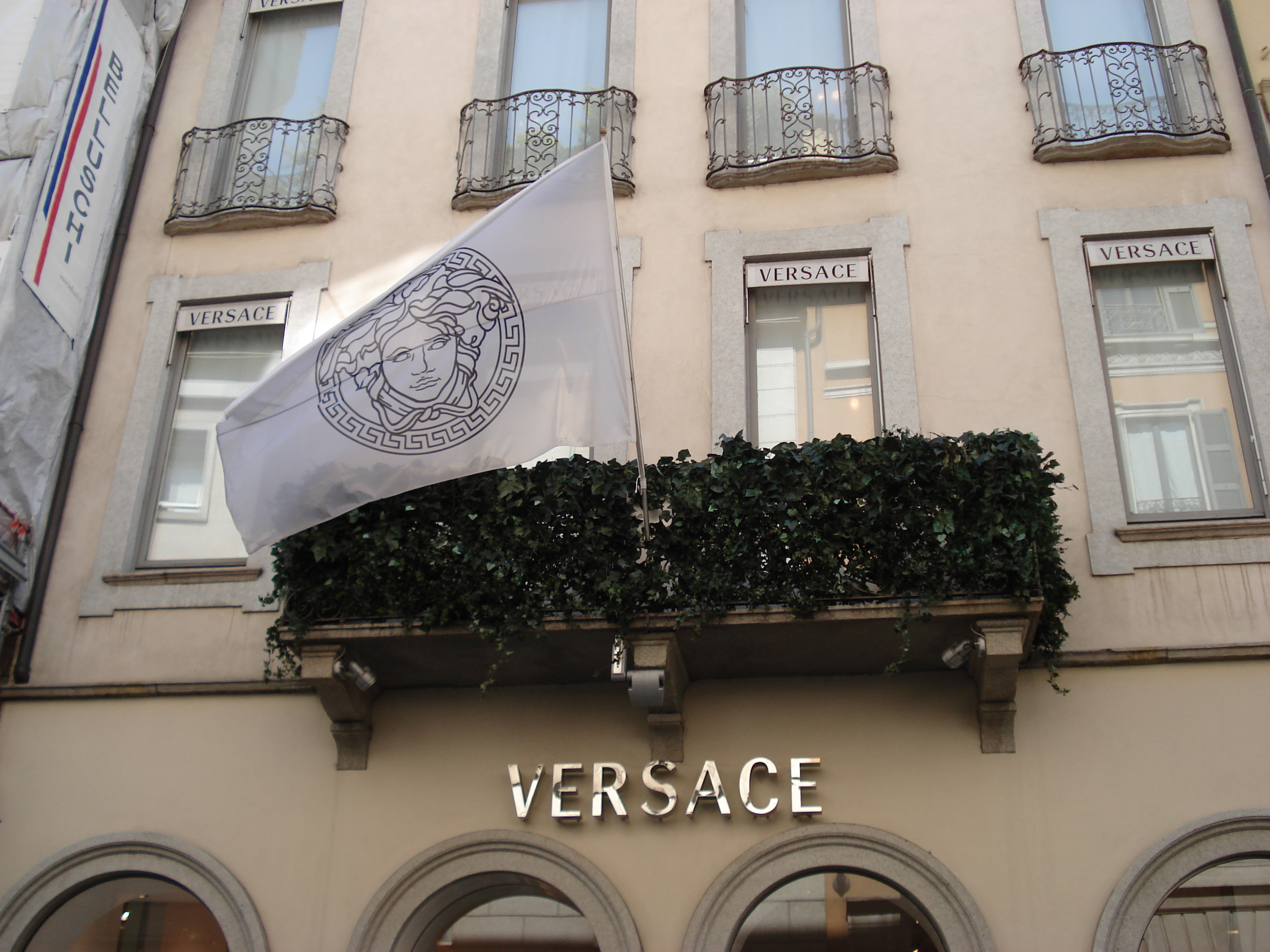
Versaceストアミラノイタリア

ジャンニ・ヴェルサーチェが1978年にミラノに第1号店をオープンしたことに始まる。1997年にジャンニが殺害された後は、ジャンニの妹のドナテラ・ヴェルサーチェが引き継いで専任デザイナーに就任した。
アパレル商品、バッグ、靴など小物類のほか、メーカーとのライセンスで香水も展開している。

## 主なブランド名
- ヴェルサーチェ（Versace, ヴェルサーチ）
- ジャンニ・ヴェルサーチェ（Gianni Versace, ジャンニ・ヴェルサーチ）
- ヴェルサーチェ・ジーンズ・クチュール（Versace Jeans Couture , VJC）
- ヴェルサーチェ・クラシック（Versace Classic、V2）
- ヴェルサーチェ・スポーツ（Versace Sport）
- ヴェルサス（Versus）
- イスタンテ（Istante）

なお、ヴェルサーチェの英語読みは[vəɹˈsɑːtʃiː]で、日本語では「ヴァーサーチー」に近い。しかし原音は[verˈsaːtʃe]となり、こちらは「ヴェルサーチェ」に近い。日本語では「ベルサーチ」と表記されることも多い。
日本での販売総代理店は、ヴェルサーチェジャパン、ウエニ貿易、サンフレールである。

## ブランドの戦略
1994年にエリザベス・ハーレイが着用した黒のヴェルサーチのドレスが話題で有名となった。
その他1991年のシンディ・クロフォードの赤のヴェルサーチのドレス、2000年のジェニファー・ロペスのジャングルドレスが話題となった。
まためがね製造会社ルクソティカとの提携により、めがねも製造されている。
2000年にはオーストラリアのゴールドコーストにパラッツォ・ヴェルサーチェ・ホテルをオープン。内装やインテリアなど、全てがヴェルサーチェのデザインである。2軒目はドバイ にオープンする予定。最近、腕時計業界に本格参入した。
2009年、ヴェルサーチ・ジャパンは、世界不況のあおりもあり、 東京・紀尾井町の本店、百貨店内の店舗2店とアウトレット1店の国内直営店全4店舗を閉店させ、かつてドル箱と言われた日本から一時撤退。2011年秋冬シーズンより新たな経営体制にて再上陸した。
2013年、レディー・ガガを2014年春夏コレクションのキャンペーンモデルに起用。ガガが2011年に発売したジ・エッジ・オブ・グローリーのミュージックビデオでヴェルサーチを着用した事から親交を深めたという。ファッション広告にガガが登場するのはこれが初めてである。
2014年、マドンナを2015年春夏コレクションのキャンペーンモデルに起用。マドンナを起用するのは4回目である。

## タイアップ

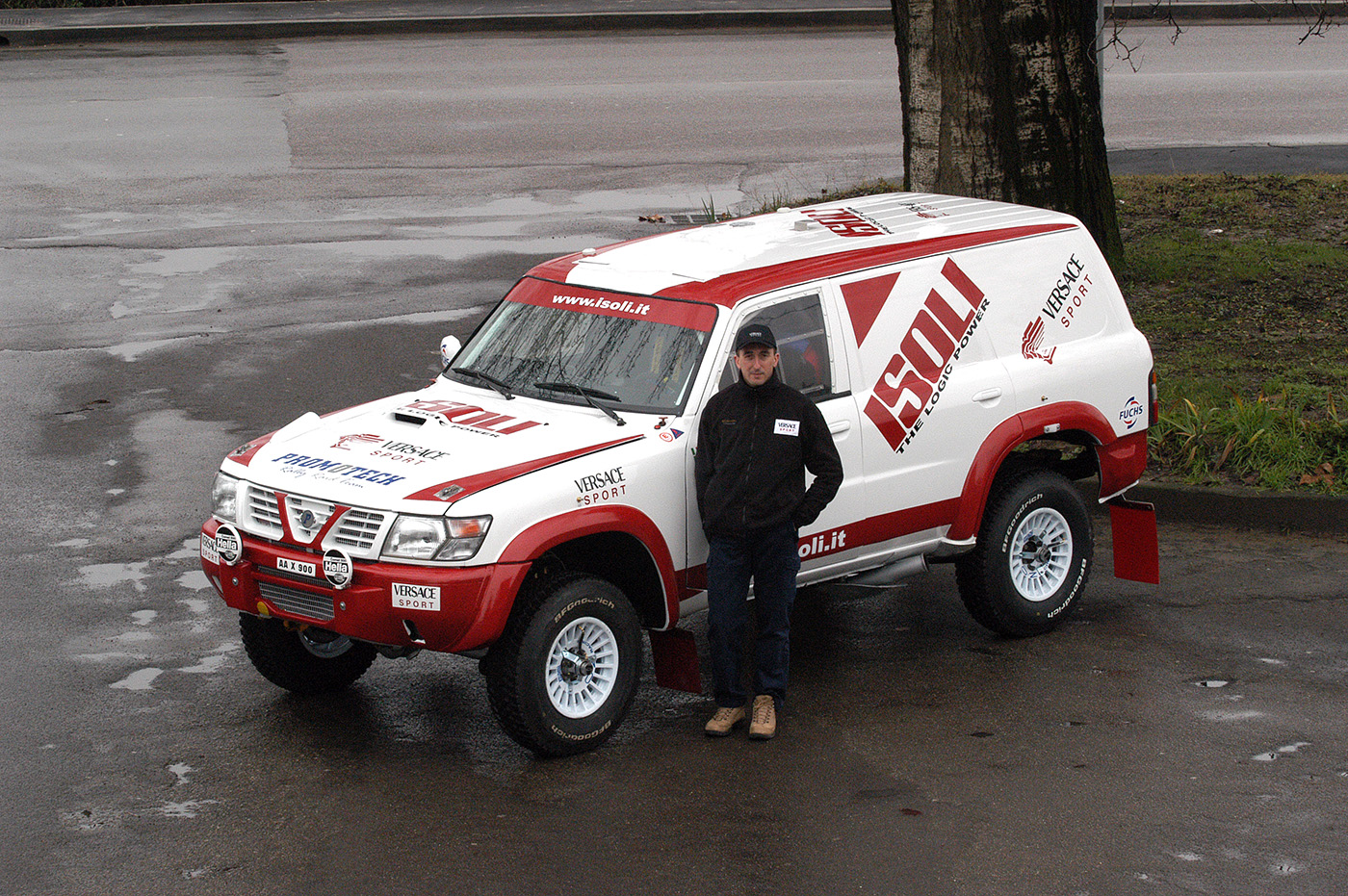
2003年ダカール・ラリー出場のニッサン・モータースポーツ・インターナショナルのサファリ Y61系（日産・パトロール）の車体に『versace sport』のステッカー

1980年代中頃にはアメリカの高級車であるリンカーンとタイアップして内外装をヴェルサーチが仕上げたリンカーン マーク7「ヴェルサーチ・デザイナー・シリーズ」を発売していた。

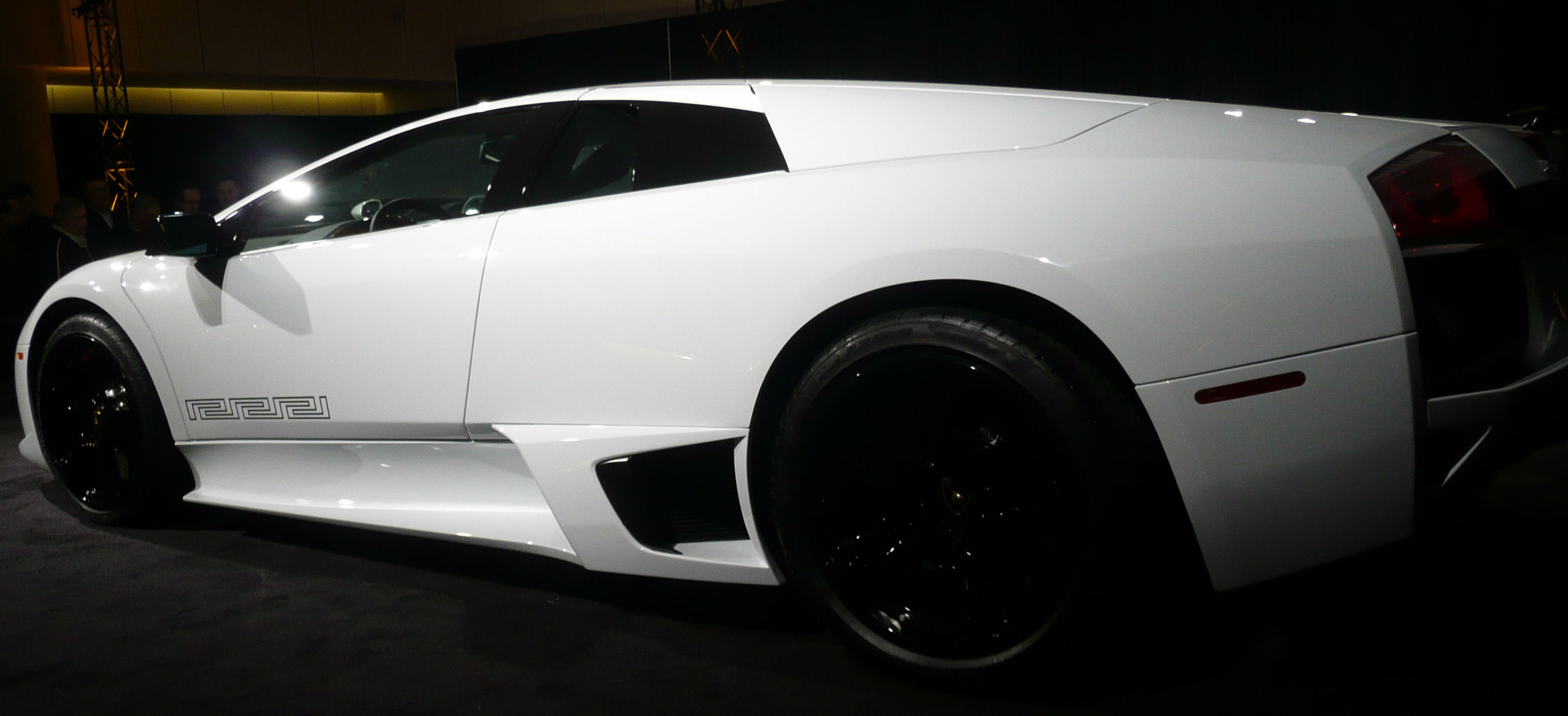
ランボルギーニ・ムルシエラゴLP640 ヴェルサーチ（2006年）

その他のタイアップ